# 安迪·鮑威爾
安迪·鮑威爾（英語：Andy Powell；1981年8月23日—）是一位威爾斯橄欖球運動員。他是威爾斯國家橄欖球隊的一員，代表威爾斯參加了2011年世界盃橄欖球賽。